# 마두라족
마두라족(인도네시아어: Orang Madura)은 원래 마두라섬에 살다가 오늘날 인도네시아에 널리 퍼져 사는 민족이다. 현재 인구는 약 700만 명으로 인도네시아에서 세 번째로 큰 민족 집단이다. 마두라족은 대체로 이슬람교를 믿고 마두라어를 사용한다.
마두라족은 종교적인 사람들로, 인도네시아의 온건파 무슬림 조직인 나흐들라툴 울라마에 속한 경우가 많다. 이슬람 기숙학교인 프산트렌은 마두라족의 삶에서 중요한 부분을 차지한다.
마두라족의 뿌리는 자와섬 동북해안의 마두라섬에 있지만, 오늘날 마두라족 사람의 다수는 마두라섬 바깥에 산다. 마두라족은 수백 년 전부터 섬 밖으로 이주하기 시작했고, 마두라섬이 농사짓기 어려운 환경이라는 점이 주된 이유이다. 마두라족의 대다수는 자와섬에 정착했으며, 오늘날 약 600만 명의 마두라족이 자와섬에 살고 특히 동자와주에서는 인구의 절반 정도를 차지한다.

## 인구와 분포
마두라족 인구에 관한 공식적·학술적 집계 간에는 상당한 차이가 있다. 2010년 인도네시아 인구조사에 따르면 마두라족 인구는 7,179,356명으로, 인도네시아 인구의 3.03%를 차지한다. 반면에 일부 학술적 출처는 그보다 상당히 많은 1,050만 명에서 1,080만 명이라는 수치를 사용한다. 어느 쪽이건 마두라족은 인도네시아에서 가장 큰 민족 중 하나이다. 2010년 인구조사에 따르면 마두라족은 자와족, 순다족, 바탁족에 이어 네 번째로 인구가 많은 민족이다.
역사적으로 마두라족은 마두라섬을 비롯해 그 동쪽에 있는 작은 섬들인 캄빙섬, 사푸디 제도, 캉에안 제도 등지에서 살아왔다. 이 지역에 사는 마두라족은 약 330만 명으로 지역 인구의 90% 이상을 차지한다. 자와섬의 동쪽 끝에도 그와 비슷한 수의 마두라족이 살고 있으며, 칼리만탄섬(보르네오섬)의 인도네시아 영토 여러 지역에도 약 40만 명이 산다. 또한 인도네시아의 기타 지역에도 수만 명이 살고 있는데, 특히 수도인 자카르타에 약 8만 명, 발리섬에 약 3만 명, 방카블리퉁주에 15,000명 이상이 거주한다. 인도네시아에 인접한 다른 동남아시아 국가, 특히 싱가포르에도 소규모 마두라족 공동체가 있다.

## 언어

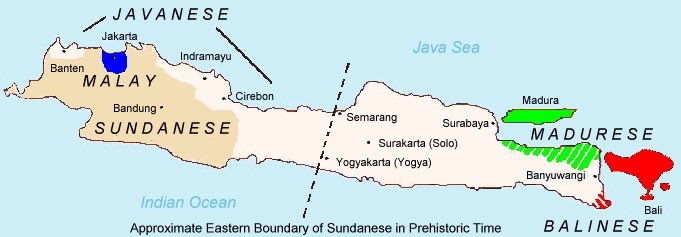
마두라어 사용 지역인 마두라섬과 자와섬 동북부를 녹색으로 나타내었다.

마두라족의 언어는 오스트로네시아어족의 말레이폴리네시아어파에 속한 마두라어이다. 전통적으로 마두라어에는 2개 또는 4개의 주요 방언이 있다고 여겨져 왔지만, 최근 연구에 따르면 6개의 방언을 구분할 수 있다. 어휘가 가장 풍부한 방언은 문어체 마두라어의 기초가 되는 수메넵(Sumenep) 방언이다. 한편 가장 널리 쓰이는 방언은 방칼란(Bangkalan) 방언으로서, 서로 다른 지역에서 온 마두라족 사람끼리 대화할 때 공통어로 자주 사용된다.
동자와주의 어떤 지역에서는 상당수의 마두라족 인구가 마두라어와 자와어가 혼합된 특이한 방언을 구사한다. 또한 많은 마두라족 사람들은 마두라어뿐 아니라 인도네시아의 국어인 인도네시아어에도 능통하다.

## 종교
마두라족의 대다수는 수니파 무슬림이다. 인도네시아의 다른 여러 민족과 달리 마두라족 무슬림은 독실한 이슬람교 신앙으로 유명하다. 마두라인의 영적·사회적 삶에서는 이슬람 신학자들이 큰 영향력을 행사한다. 마두라족의 상당수는 전통적인 프산트렌 무슬림 학교에서 공부한다.
마두라족 가운데 기독교 신자의 비율은 0.2%를 넘지 않고, 힌두교 등 다른 종교를 믿는 사람은 극소수이다. 젬베르 동북부에는 마두라어로 예배를 드리는 개신교 교회가 있다.

## 참고 문헌
- I. Farjon (1980), 《Madura And Surrounding Islands: An Annotated Bibliography, 1860-1942, Volumes 9-13》, M. Nijhoff, ISBN 978-902-472-4109